# Massimiliano Giansanti
Massimiliano Giansanti (Roma, 14 marzo 1974) è un imprenditore italiano.

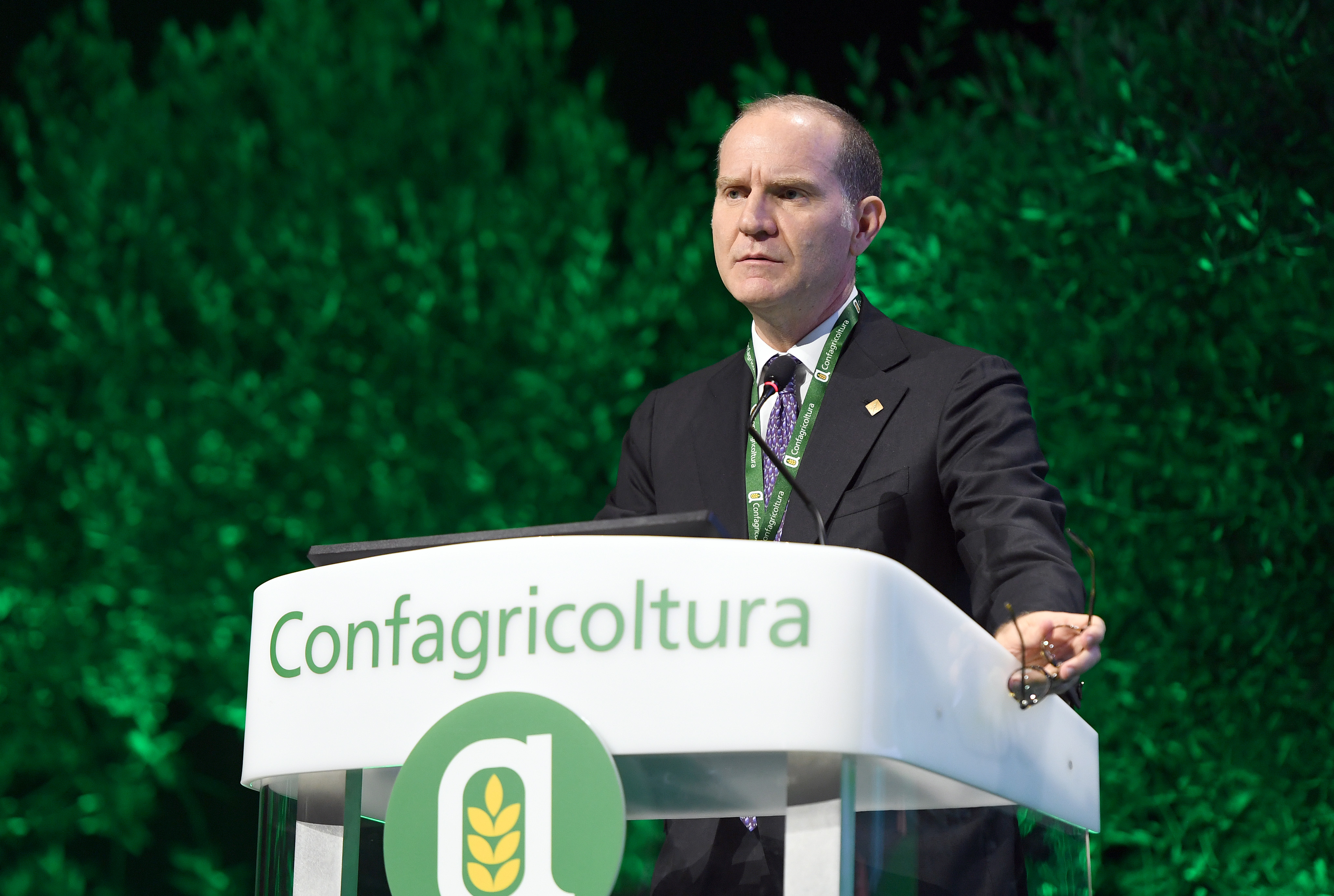
Massimiliano Giansanti - Presidente Confagricoltura

Presidente di Confagricoltura dal 2017, nel 2024 è stato eletto Presidente del COPA, l'associazione che rappresenta oltre 22 milioni di agricoltori in Europa.

## Biografia
Nato in una famiglia di imprenditori agricoli da tre generazioni, dopo la laurea in Economia all'Università degli Studi di Roma "La Sapienza", è stato coinvolto nella gestione delle aziende di famiglia, situate a Roma, Viterbo e Parma. Amministratore Delegato del Gruppo Aziende Agricole Di Muzio dal 1996, e Presidente di Agricola Giansanti Ltd. dal 2001, produce cereali, kiwi, latte e Parmigiano Reggiano.
Da sempre impegnato in attività di rappresentanza, Giansanti è stato Vicepresidente e componente della Giunta esecutiva di Confagricoltura, nonché Presidente di Confagricoltura Roma e Vicepresidente di Confagricoltura Lazio.
Dal 2017, guida la più antica organizzazione agricola italiana, promuovendo l’innovazione in ambiti come la digitalizzazione, la sostenibilità e l’internazionalizzazione delle imprese agricole.
Nel settembre 2024, è stato eletto Presidente del COPA, organizzazione che rappresenta gli agricoltori europei.
Tra le sue priorità figurano la riforma della Politica Agricola Comune (PAC), la difesa del reddito degli agricoltori e l'adozione di standard reciproci negli scambi commerciali con i Paesi terzi, affinché rispettino le normative in vigore all’interno dell'Unione. Ha anche sottolineato l'importanza dell'uso delle tecnologie per affrontare le sfide legate al cambiamento climatico.